# Peter Breitmayer
Peter Breitmayer est un acteur américain né le 29 mai 1965 à Arcadia en Californie.

## Filmographie

### Cinéma
- 1989 : Catch Me If You Can : Stackowski
- 1991 : Drop Dead Fred : Go to Hell Herman
- 1996 : La Course au jouet : Sparky
- 1999 : Suckers : le client des douches
- 2005 : Poached : Pete
- 2005 : Framke : l'assistant des ventes
- 2005 : Braqueurs amateurs : le responsable des rires
- 2007 : La Faille : le mec du NTSB
- 2007 : Criminal Mimes : Mime 2
- 2007 : W.T.F. : le narrateur
- 2008 : L'Échange : Président Thorpe
- 2009 : G.I. Joe : Le Réveil du Cobra : Dr Hundtkinder
- 2009 : A Serious Man : M. Brandt
- 2010 : Big Guns : le capitaine de police
- 2010 : Nothing Personal : Alex
- 2011 : Comment tuer son boss ? : le pharmacien
- 2013 : Coffee, Kill Boss : Dom McMillian
- 2015 : Smosh: The Movie : M. Ellis
- 2016 : Nobody Walks in L.A. : le père de Becca
- 2016 : Les Animaux fantastiques : M. Bingley
- 2017 : McDick : Capitaine Donkowski
- 2017 : Think and Grow Rich: The Legacy : Thomas Edison
- 2019 : Emmett : Floyd
- 2021 : Dreams of Emmett Till : Roy Bryant Jr.

### Télévision
- 1990 : Mark Woodward, ange ou démon ? : Phil Bender
- 1998 : Voilà ! : le gérant (1 épisode)
- 2001 : Malcolm : un mec (1 épisode)
- 2003 : Une famille presque parfaite : Rusty (1 épisode)
- 2003 : Angel : Desmond Keel (1 épisode)
- 2004 : Las Vegas : Joe (1 épisode)
- 2004 : Charmed : Emcee (1 épisode)
- 2004-2009 : Les Experts : Clayton Ferris et Ed (2 épisodes)
- 2005 : Un gars du Queens : Bill (1 épisode)
- 2005 : Commander in Chief : l'interrogateur (1 épisode)
- 2006 : Boston Justice : Joel Landson (2 épisodes)
- 2006 : Huff : le gérant de l'hôtel (1 épisode)
- 2006 : The Unit : Commando d'élite : Albright (1 épisode)
- 2009 : The Game : un homme (1 épisode)
- 2009 : How I Met Your Mother : le soldat du Minnesota (1 épisode)
- 2009 : Mad Men : Raymond Garvey (1 épisode)
- 2009-2018 : The Middle : Pete Miller (13 épisodes)
- 2010 : Desperate Housewives : le footballeur (1 épisode)
- 2011 : The Closer : L.A. enquêtes prioritaires : Cliff Wycoff (1 épisode)
- 2012 : Hart of Dixie : Norbert (1 épisode)
- 2012 : Grey's Anatomy : le médecin méthodiste Carson (1 épisode)
- 2013 : NCIS : Enquêtes spéciales : Dwight Romano (1 épisode)
- 2014 : Fargo : Ben Schmidt (4 épisodes)
- 2017-2018 : Harley : Le Cadet de mes soucis : M. Delorco (3 épisodes)
- 2019 : Why Women Kill : Henry